# Reckange
Reckange (lb. Recken, niem. Reckingen) – wieś (Uertschaft) w środkowym Luksemburgu, w kantonie Mersch, w gminie Mersch. Do 3 października 2015 miejscowość leżała w dystrykcie Luksemburg. Liczy 1027 mieszkańców (31 grudnia 2022).